# RTCN Święty Krzyż
RTCN Święty Krzyż (Radiowo-Telewizyjne Centrum Nadawcze Święty Krzyż) – wieża o wysokości 157 metrów, zbudowana w 1966 roku. Zlokalizowana jest w Nowej Słupi na Łysej Górze (zwanej także Świętym Krzyżem), ok. 250 metrów od klasztoru. Sygnał radiowy oraz telewizyjny emitowany z wieży swoim zasięgiem pokrywa całe województwo świętokrzyskie i spore fragmenty województw ościennych: podkarpackiego, łódzkiego, mazowieckiego, małopolskiego, lubelskiego i śląskiego.
Dzięki lokalizacji nadajnika na Łysej Górze w zasięgu ośrodka znalazło się blisko 2,5 miliona osób. Odbiór stacji radiowych i telewizyjnych jest możliwy w promieniu ok. 150 km lub większym. Jest to jeden z najlepszych, pod względem powierzchni pokrycia sygnałem, obiektów nadawczych w Polsce i Europie Środkowej.

## Historia
Walory propagacyjne tego miejsca zostały dostrzeżone już wcześniej. Edward Roczniak, członek Ligi Przyjaciół Żołnierza, wygrał w 1957 roku aparat telewizyjny. Wykorzystał wyjazd na Święty Krzyż z Kielc, aby spróbować odbioru telewizji z Warszawy. Próba udała się dobrze, aparat zostawił na Świętym Krzyżu, pod opieką klasztoru, celem dalszych badań.
Kieleccy entuzjaści telewizji wspierali ideę budowy stacji przekaźnikowej na Łysej Górze. Powstał Wojewódzki Komitet Budowy Stacji Przekaźnikowej i rozpoczęto zbierać fundusze na ten cel. Zapadła decyzja o przeprowadzeniu linii elektrycznej od Huty Nowej. Klasztor na budowę linii elektrycznej wyasygnował 32 tysiące złotych. Stacja przekaźnikowa o małym zasięgu na budynku klasztoru ruszyła 15 stycznia 1959 roku.

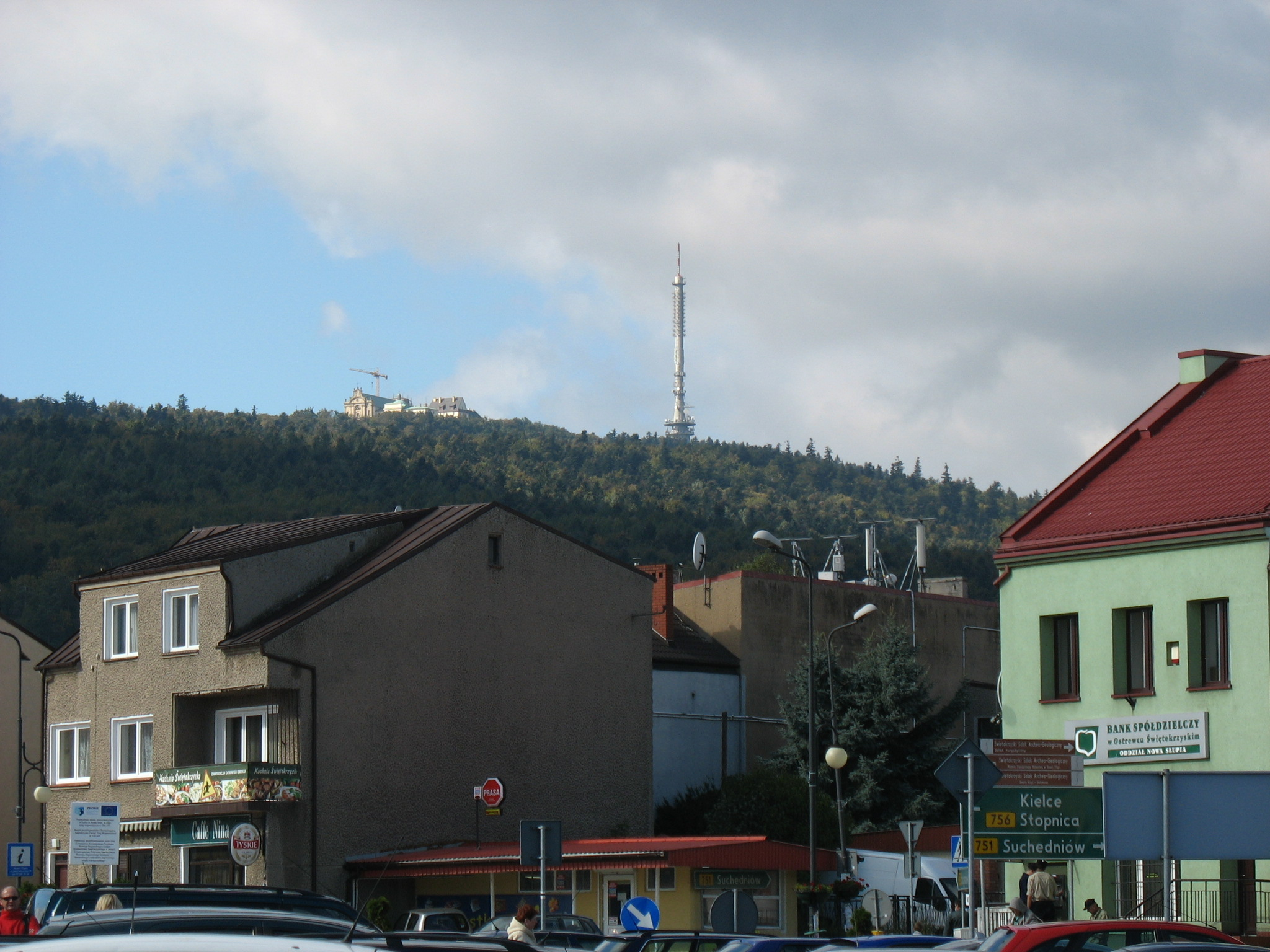
RTCN Święty Krzyż widziany z rynku w Nowej Słupi

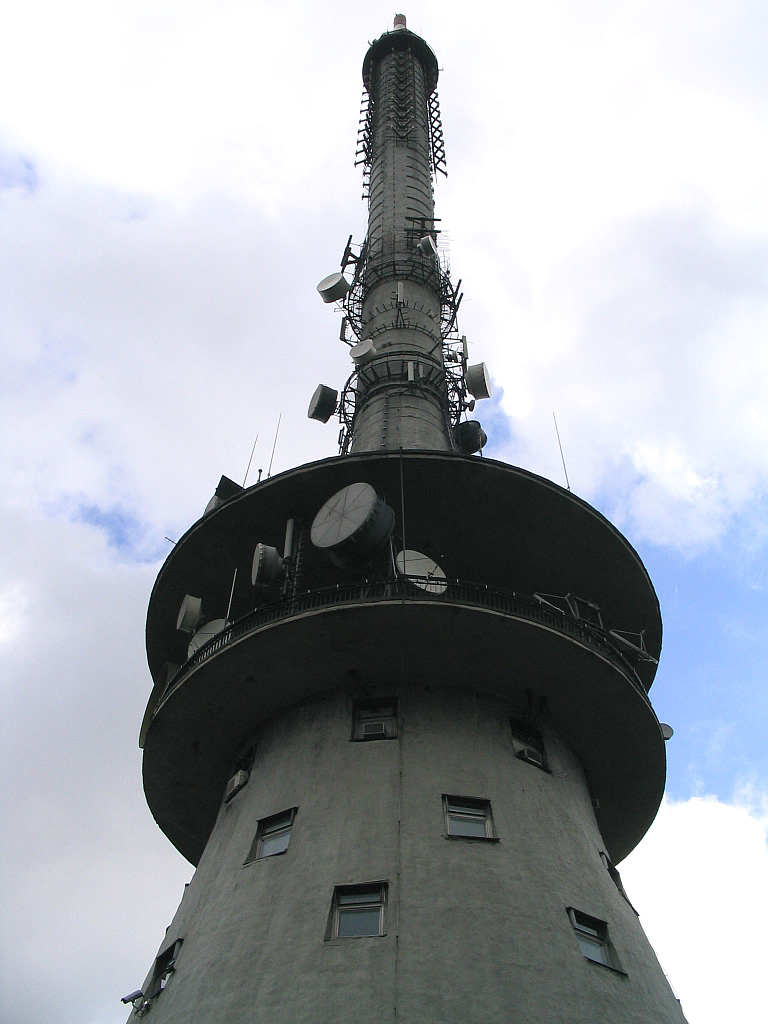
Stacja przekaźnikowa na Łysej Górze

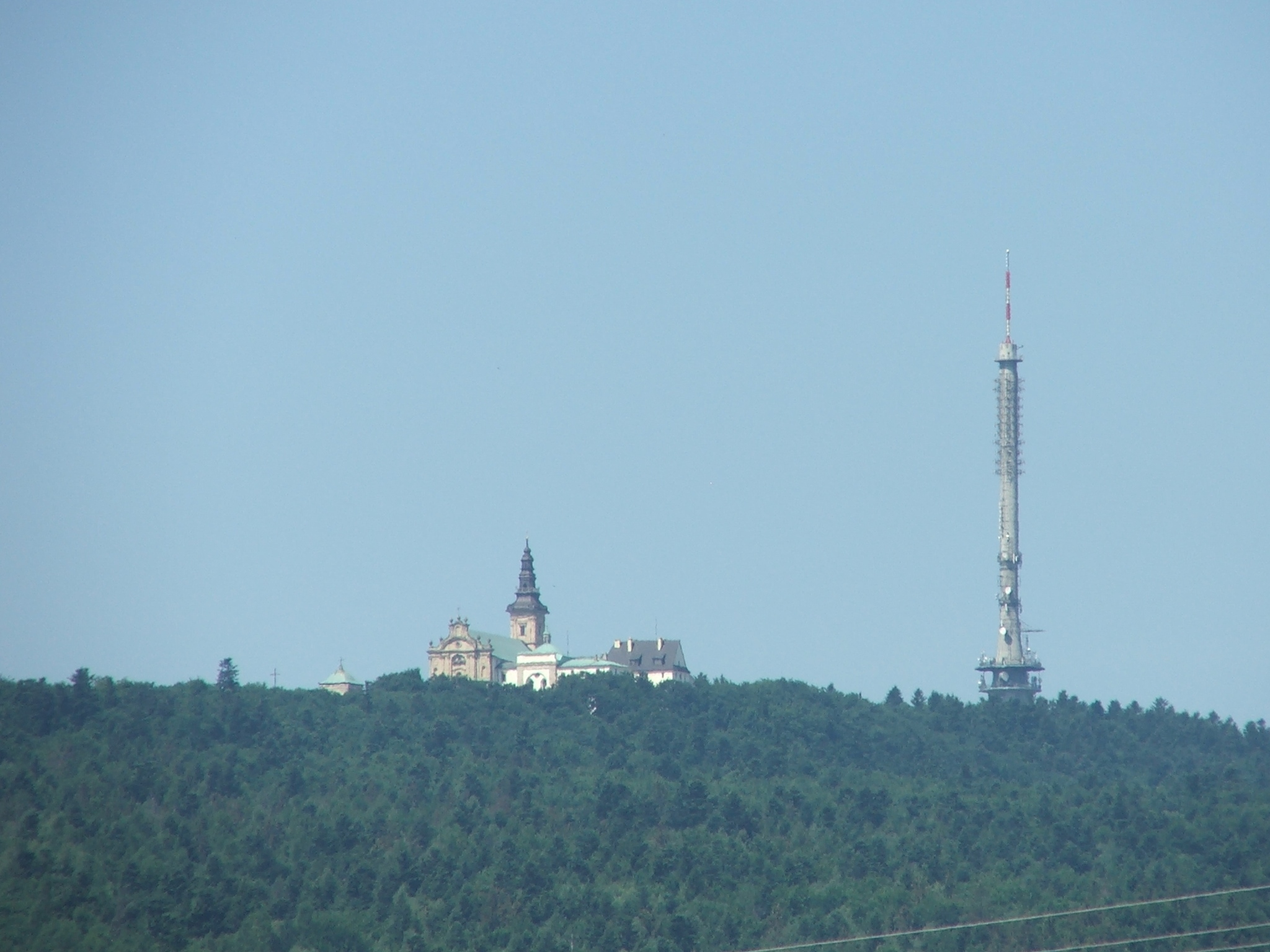
Widok na stację nadawczą na Łysej Górze ze Starej Słupi

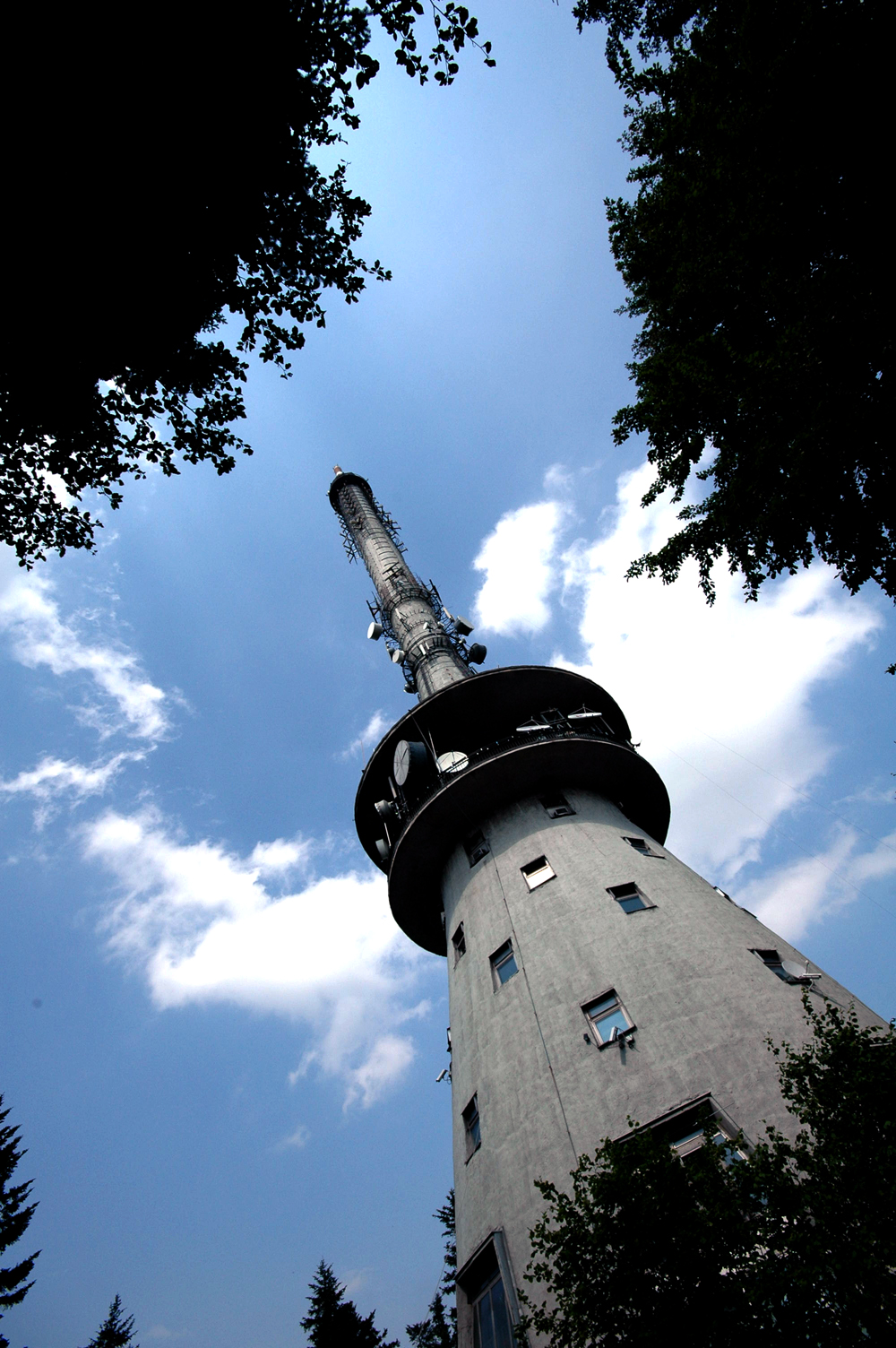
Żelbetowa wieża RTCN Święty Krzyż

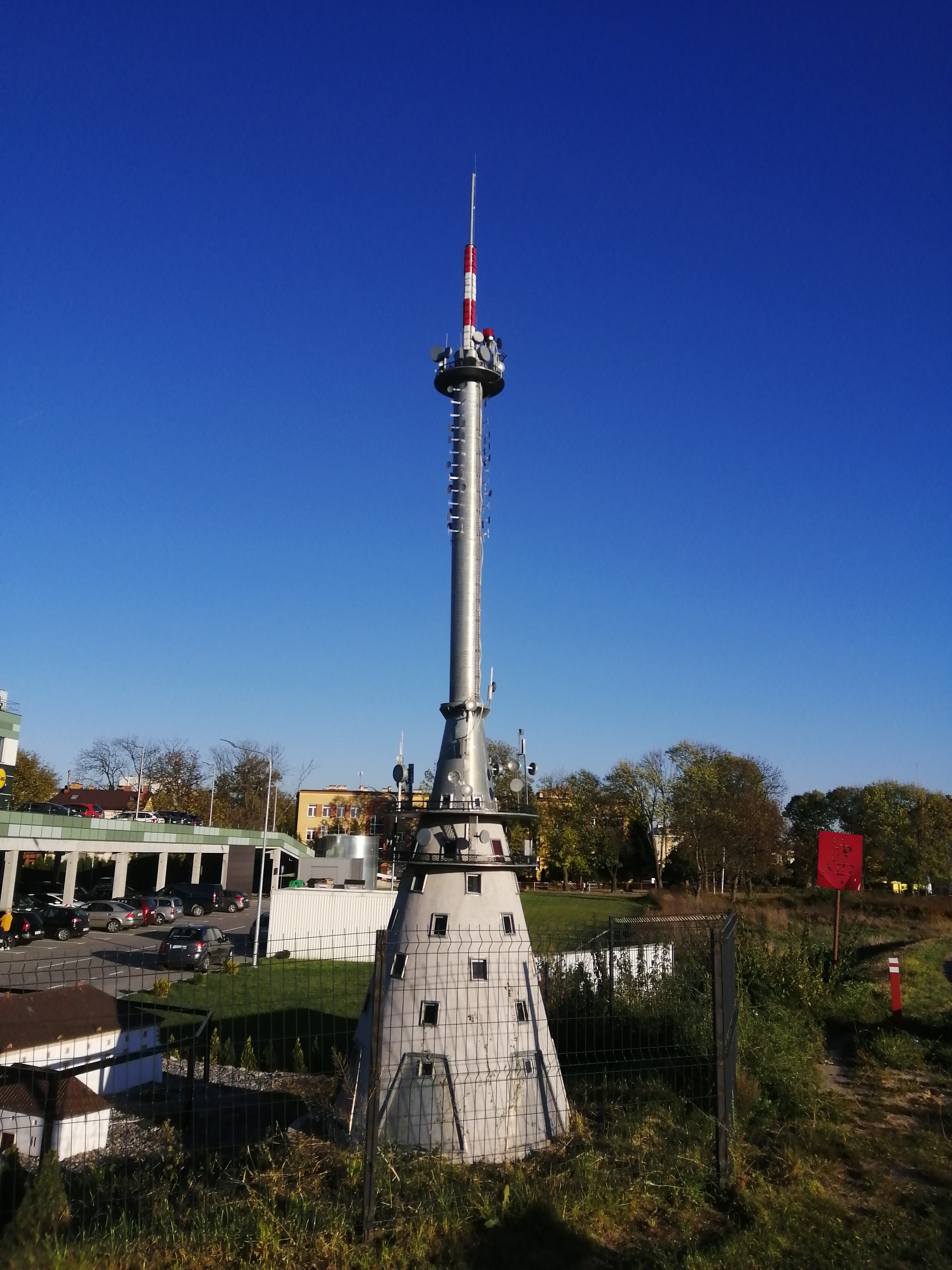
Model RTCN Święty Krzyż zlokalizowany w Ostrowcu Św.

Społeczeństwo domagało się wybudowania stacji przekaźnikowej o większym zasięgu. Ministerstwo Leśnictwa stanowczo sprzeciwiało się budowie wieży telewizyjnej na Świętym Krzyżu, na terenie Świętokrzyskiego Parku Narodowego. To stanowisko popierali miłośnicy Puszczy Świętokrzyskiej. Decyzja premiera Józefa Cyrankiewicza przesądziła sprawę. Prace budowlane rozpoczęły się w maju 1962 roku. Przygotowanie fundamentów pod wieżę na skalistym podłożu trwało ponad rok. Budowę żelbetowej, wysokiej na 126,5 metra wieży zakończono 22 października 1964 roku. Na niej ustawiona została 39-metrowa część stalowa.
Generalnym wykonawcą obiektu było Kieleckie Przedsiębiorstwo Budownictwa Przemysłowego, a trzon wieży wykonało Warszawskie Przedsiębiorstwo Budowy Pieców Przemysłowych. Budowę i montowanie aparatury marki „Tesla” zakończono 17 lutego 1966 roku. Koszt budowy wyniósł 60 milionów złotych.
Z obiektu korzystają także przemienniki krótkofalarskie o znakach wywoławczych: SR7KI, SR7V i SR7UVK-B.

## Parametry
- Wysokość zawieszenia systemów antenowych: radio: 102, 145[6], TV: 133[7]146[6], KF 40, 100, 120 m n.p.t.

## Transmitowane programy

### Programy radiowe
| LP | Program                   | Właściciel                                                           | Częstotliwość | Moc nadajnika | Polaryzacja |
| -- | ------------------------- | -------------------------------------------------------------------- | ------------- | ------------- | ----------- |
| 1  | RMF FM                    | Grupa RMF                                                            | 88,20 MHz     | 120 kW        | pionowa (V) |
| 2  | Polskie Radio Program I   | Polskie Radio S.A.                                                   | 92,30 MHz     | 60 kW         | pionowa (V) |
| 3  | Polskie Radio Program III | Polskie Radio S.A.                                                   | 96,20 MHz     | 60 kW         | pionowa (V) |
| 4  | Polskie Radio Kielce      | Polskie Radio – Regionalna Rozgłośnia w Kielcach "Radio Kielce" S.A. | 101,40 MHz    | 120 kW        | pionowa (V) |
| 5  | Radio Zet                 | Eurozet                                                              | 105,30 MHz    | 60 kW         | pionowa (V) |
| 6  | RMF MAXX                  | Grupa RMF                                                            | 106,50 MHz    | 20 kW         | pionowa (V) |
| 7  | Radio Maryja              | Prowincja Warszawska Zgromadzenia O.O. Redemptorystów                | 107,20 MHz    | 120 kW        | pionowa (V) |
| 8  | Radio eM Kielce           | Diecezja kielecka                                                    | 91,3 MHz      | 0,5 kW        | pionowa (V) |

### Programy radiowe – cyfrowe
| Skład multipleksu | Częstotliwość | Kanał | Moc nadajnika | Polaryzacja | Charakterystyka anteny | Kompresja      |
| --- | ------------- | ----- | ------------- | ----------- | ---------------------- | -------------- |
| MUX PR (Kielce) - Polskie Radio Program I - Polskie Radio Program II - Polskie Radio Program III - Czwórka - Polskie Radio Dzieciom - Radio Poland - Polskie Radio Chopin - Program IV Polskie Radio 24 - Polskie Radio Kierowców - Radio Kielce - Polskie Radio dla Ukrainy - Folk Radio | 215,072 MHz   | 10D   | 11 kW         | pionowa     | kierunkowa             | AAC/AAC+/AAC++ |

### Programy telewizyjne – cyfrowe
| Nazwa multipleksu | Częstotliwość (MHz) | Kanał | Moc (kW) | Polaryzacja | Charakterystyka promieniowania | Standard nadawania | Kompresja | Data uruchomienia nadajnika |
| ----------------- | ------------------- | ----- | -------- | ----------- | ------------------------------ | ------------------ | --------- | --------------------------- |
| MUX 1             | 546 MHz             | 30    | 100 kW   | pozioma (H) | dookólna (ND)                  | DVB-T2             | HEVC      | 2 maja 2012                 |
| MUX 2             | 658 MHz             | 44    | 100 kW   | pozioma (H) | dookólna (ND)                  | DVB-T2             | HEVC      | 16 lipca 2011               |
| MUX 3 (Kielce)    | 682 MHz             | 47    | 150 kW   | pozioma (H) | dookólna (ND)                  | DVB-T2             | HEVC      | 17 czerwca 2013             |
| MUX 4             | 642 MHz             | 42    | 100 kW   | pozioma (H) | dookólna (ND)                  | DVB-T2             | HEVC      | 30 czerwca 2021             |
| MUX 6             | 530 MHz             | 28    | 100 kW   | pozioma (H) | dookólna (ND)                  | DVB-T2             | HEVC      | 30 kwietnia 2021            |
| MUX 8             | 198,5 MHz           | 8     | 10 kW    | pionowa (V) | kierunkowa (D)                 | DVB-T              | MPEG-4    | 25 października 2016        |

### Nienadawane analogowe programy telewizyjne
Przekaz analogowy wyłączono 17 czerwca 2013 roku.
| LP | Program             | Właściciel                               | Częstotliwość | Kanał | Moc nadajnika | Polaryzacja | Data uruchomienia nadajnika | Data wyłączenia nadajnika |
| -- | ------------------- | ---------------------------------------- | ------------- | ----- | ------------- | ----------- | --------------------------- | ------------------------- |
| 1  | TVP2                | Telewizja Polska S.A.                    | 526 MHz       | 28    | 1000 kW       | pozioma     | 1977                        | 17.06.2013                |
| 2  | TVP1                | Telewizja Polska S.A.                    | 606 MHz       | 38    | 800 kW        | pozioma     | 1994                        | 17.06.2013                |
| 3  | TVP Info/TVP Kielce | Telewizja Polska S.A. Oddział w Kielcach | 766 MHz       | 58    | 20 kW         | pozioma     | 05.03.2008                  | 17.06.2013                |

### Analogowe częstotliwości nadawania w systemieVHFw latach 1959–1994
| LP | Program   | Właściciel            | Częstotliwość | Kanał | Polaryzacja | Data uruchomienia nadajnika | Data wyłączenia nadajnika |
| -- | --------- | --------------------- | ------------- | ----- | ----------- | --------------------------- | ------------------------- |
| 1  | Program 1 | Telewizja Polska S.A. | 49,75 MHz     | 01    | pozioma     | 15.01.1959                  | 18.02.1966.               |
| 2  | Program 1 | Telewizja Polska S.A. | 77,25 MHz     | 03    | pozioma     | 18.02.1966                  | 1995                      |
| 3  | Program 2 | Telewizja Polska S.A. | 93,25 MHz     | 05    | pozioma     | 1972                        | 1988                      |

### Stacje radiowe nadawane w paśmieOIRT
Przekaz w paśmie OIRT wyłączono 3 stycznia 2000 roku.
| LP | Program                   | Właściciel                                                           | Częstotliwość | Polaryzacja |
| -- | ------------------------- | -------------------------------------------------------------------- | ------------- | ----------- |
| 1  | Polskie Radio Program I   | Polskie Radio S.A.                                                   | 70,49 MHz     | pozioma     |
| 2  | Polskie Radio Kielce      | Polskie Radio – Regionalna Rozgłośnia w Kielcach "Radio Kielce" S.A. | 71,15 MHz     | pozioma     |
| 3  | Polskie Radio Program III | Polskie Radio S.A.                                                   | 72,71 MHz     | pozioma     |